# Condado de Ampúrias
O Condado de Ampúrias foi um condado medieval centrado na cidade homônima e cobria a região catalã de Peralada. Corresponde à atual comarca de Alt Empordà, a leste de Gerunda.
Depois de os francos conquistarem a região, em 785, Ampúrias e Peralada estavam sob a autoridade do Condado de Gerunda. Por volta de 813, Ampúrias, com Peralada, tornou-se um condado independente sob Ermengário. Ele e os outros primeiros condes eram provavelmente godos. Em 817, Ampúrias foi unido ao Condado de Rossilhão. A partir de então, até 989, Ampúrias esteve ligado a Rossilhão. De 835 a 844, Suniário I governou Ampúrias e Peralada, enquanto que Alarico I governou Rossilhão e Vallespir.
À morte de Gausfredo I, em 989, Rossilhão e Ampúrias foram separados. O filho mais velho de Gausfredo, Hugo I, recebeu Ampúrias, enquanto que Giselberto I recebeu Rossilhão. A dinastia condal de Hugo durou até 1322, quando Ampúrias passou para um ramo colateral de sua família. O último conde, Hugo VI, vendeu o condado para Pedro I, em 1325, em troca do baronato de Pego, a vila de Xaló e por Laguar (todos em Valência). Pedro depois trocou-o com Raimundo Berengário pelo condado de Prades, em 1341. A partir de então, Ampúrias se tornou infantado da Coroa de Aragão.

## Lista de condes

### Condes beneficiados
- 813 - 817: Ermengário
- 817 - 832: Gaucelmo, igualmente conde de Rossilhão
- 832 - 835: Berengário, o Sábio, igualmente conde de Barcelona e de Toulouse e duque da Septimânia
- 835 - 841: Sunifredo I, igualmente conde de Rossilhão
- 848 - 850: Guilherme, igualmente conde de Barcelona e de Toulouse
- 850 - 852: Isembardo, igualmente conde de Barcelona, Rossilhão, Gerunda e marquês da Septimânia
- 852 - 858: Odalrico, igualmente conde de Barcelona, Rossilhão, Gerunda e marquês da Septimânia
- 858 - 862: Unifredo, igualmente conde de Barcelona, Rossilhão, Gerunda e marquês da Septimânia

### Belônidas

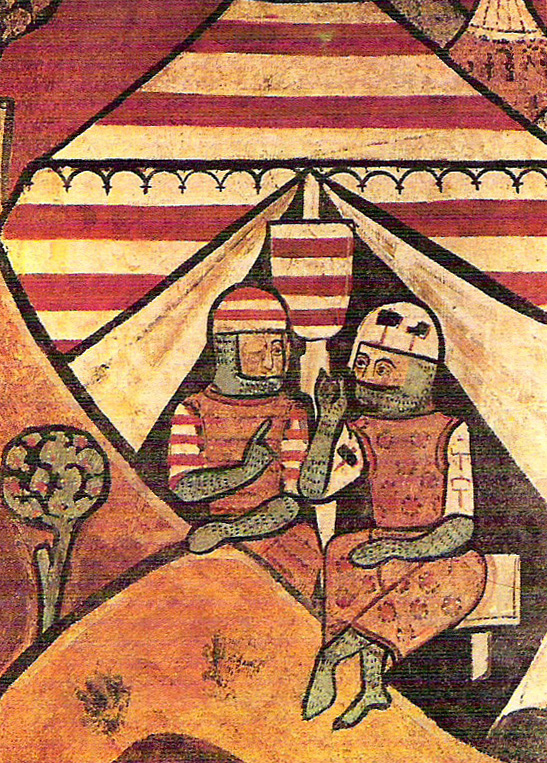
Hugo IV de Ampúrias e Pero Maça, senhor de Sangarrén, durante a batalha contra os mouros em Maiorca, por volta de 1229.

- 862 - 915: Sunifredo II, igualmente conde de Rossilhão, governou conjuntamente com seu irmão Delá, até a morte deste, em 894
- 862 - 894: Delá, igualmente conde de Rossilhão, governou conjutamente com o irmão Sunifredo II
- 915 - 931: Gausberto, filho de Sunifredo II, igualmente conde de Rossilhão, governou conjuntamente com seu irmão Bencio, até a morte deste, em 916
- 915 - 916: Bencio, filho de Sunifredo II, igualmente conde de Rossilhão, governou conjuntamente com seu irmão Gausberto
- 931 - 989: Gausfredo, filho de Gausberto, igualmente conde de Rossilhão
- 989 - 1040: Hugo I, igualmente conde de Peralada
- 1040 - 1078: Pôncio I, que transferiu Peralada como viscondado a seu filho Berengário
- 1078 - 1116: Hugo II
- 1116 - 1154: Pôncio II, também conhecido como Pôncio Hugo I
- 1154 - 1173: Hugo III
- 1173 - 1200: Pôncio III
- 1200 - 1230: Hugo IV
- 1230 - 1269: Pôncio IV
- 1269 - 1277: Hugo V
- 1277 - 1313: Pôncio V
- 1313 - 1322: Pôncio VI
- 1322: Marquesa I, filha póstuma de Pôncio VI, nomeada herdeira do condado, mas deposta devido à sua idade

### Casa de Cardona
- 1322 - 1325: Hugo VI, bisneto de Pôncio IV por linha materna, igualmente visconde de Cardona, primeiro conde de Cardona e barão de Bellpuig

### Domínio Real'
Em 1325, Jaime II obteve o título condal de Hugo VI e o cedeu para seu filho Pedro IV de Ribagorza. Este, por sua vez, trocou com seu irmão Raimundo Berengário pelo condado de Prades.

### Casa de Barcelona
- 1325 - 1341: Pedro I
- 1341 - 1364: Raimundo Berengário I
- 1364 - 1386: João I, 1º vez
- 1386 - 1387: Pedro II, rei de Aragão como Pedro IV
- 1387 - 1398: João I, 2ª vez
- 1398 - 1401: João II
- 1401 - 1402: Pedro III, irmão de João II
- 1402: Joana de Rocabertí, viúva de Pedro III

### Casa de Trastâmara
Em 13 de janeiro de 1436, Afonso V deu o título a seu irmão, Henrique de Aragão. A partir de então, até os dias de hoje, o título tem sido mantido por seus descendentes.
- 1436 - 1445: Henrique I
- 1445 - 1522: Henrique II, primeiro duque de Segorbe
- 1522 - 1562: Afonso I
- 1562 - 1575: Francisco I, também duque de Cardona
- 1575 - 1608: Joana I, casada com Diego Fernandes de Córdoba, 3o marquês de Comares.